# Station Cricklewood
Station Cricklewood is een spoorwegstation van National Rail in Barnet in Noord-Londen, Engeland. Het station is eigendom van Network Rail en wordt beheerd door Govia Thameslink Railway. 
Het gebied rondom het station Cricklewood en het nabijgelegen metrostation Brent Cross wordt in de toekomstvisie London Plan uit 2004/2015 aangemerkt als een van de 38 opportunity areas in Groot-Londen (gebieden met goede ontwikkelingsmogelijkheden).